# Witule
Witule (ukr. Витуле) – wieś na Ukrainie, w obwodzie wołyńskim, w rejonie kamieńskim. Liczy 307 mieszkańców
Do 2020 w rejonie lubieszowskim. 